# Aspalathus intervallaris
Aspalathus intervallaris är en ärtväxtart som beskrevs av Harry Bolus. Aspalathus intervallaris ingår i släktet Aspalathus och familjen ärtväxter. Inga underarter finns listade i Catalogue of Life.